# Liste der Monuments historiques in Apremont (Haute-Saône)
Die Liste der Monuments historiques in Apremont führt die Monuments historiques in der französischen Gemeinde Apremont auf.

## Liste der Objekte
| Bezeichnung                                             | Beschreibung                                             | Standort                           | Kennzeichnung | Schutzstatus | Datum | Bild |
| ------------------------------------------------------- | -------------------------------------------------------- | ---------------------------------- | ------------- | ------------ | ----- | ---- |
| Skulptur Heiliger Sebastian                             | Stein, 16. Jahrhundert                                   | in der Kirche St-Barthélemy (Lage) | PM70001786    | Classé       | 1991  |      |
| Grabstein für Jehan Clément                             | Stein, bezeichnet 1546                                   | in der Kirche St-Barthélemy (Lage) | PM70000039    | Classé       | 1912  |      |
| Grabstein für Jean Alix Clément und seine Frau Richarde | Stein, bezeichnet 1542                                   | in der Kirche St-Barthélemy (Lage) | PM70000040    | Classé       | 1912  |      |
| Bartholomäusreliquiar                                   | Silber, um 1650, Goldschmied vermutlich Antoine de Loisy | in der Kirche St-Barthélemy (Lage) | PM70000041    | Classé       | 1962  |      |